# ЖХК Пантери (Харків)
ЖХК «Пантери» — український жіночий хокейний клуб з м. Харків.  
Домашні ігри проводить на ковзанці «Салтівський лід» Харків. 
Кольори клубу: рожевий, чорний та білий.

## Історія клубу
Заснований у серпні 2016 року.
У першому складі «Пантер» виступали п'ять досвідчених хокеїсток, що грали за жіночу національну збірну України в 90-ті роки до її розформування, це — Олена Вансович, Інна Вансович, Тетяна Слащева (Кононенко), Надія Макаренко (Глущенко). 
Катерина Середенко — засновник та президент клубу, а її чоловік Валерій Середенко — колишній воротар збірної України з хокею, нині генеральний директор молодіжного хокейного клубу «Динамо» м. Харкова.
ЖХК «Пантери» виступає у Чемпіонаті України з хокею серед жінок та за кількістю титулів є найуспішнішим жіночим хокейним клубом країни.

## Досягнення
Чемпіонат України:
 Чемпіон (4): 2018, 2021, 2022, 2024
 Віце-чемпіон: (3): 2019, 2020, 2025
 Бронзовий призер: (1): 2017

## Склади команди
Основні скорочення:

А — асистент, К — капітан, Л — ліва, П — права, ЛК — лівий крайній, ПК — правий крайній, Ц — центровий,  — травмований.
Станом на 12 січня 2017
| Воротарі | Воротарі | Воротарі              | Воротарі | Воротарі        | Воротарі         |
| #        | Країна   | Гравець               | Захват   | Дата народження | Місце народження |
| -------- | -------- | --------------------- | -------- | --------------- | ---------------- |
| 66       | Україна  | Марія Собчук          |          | 17 квітня 2000  | Харків, Україна  |
| 88       | Україна  | Христина Колісніченко |          | 28 березня 1988 | Харків, Україна  |

| Захисники | Захисники | Захисники         | Захисники | Захисники         | Захисники        |
| #         | Країна    | Гравець           | Кидок     | Дата народження   | Місце народження |
| --------- | --------- | ----------------- | --------- | ----------------- | ---------------- |
| 5         | Україна   | Олександра Кобзар |           | 25 травня 1989    | Харків, Україна  |
| 11        | Україна   | Оксана Братусь    |           | 19 червня 1988    | Харків, Україна  |
| 12        | Україна   | Дар'я Носова      |           | 12 квітня 2000    | Харків, Україна  |
| 16        | Україна   | Ольга Ієвлева     |           | 16 квітня 1975    | Харків, Україна  |
| 17        | Україна   | Юлія Дунь         |           | 24 листопада 1987 | Харків, Україна  |
| 21        | Україна   | Аліна Кузьменко   |           | 11 серпня 1980    | Харків, Україна  |
| 25        | Україна   | Надія Макаренко   |           | 25 листопада 1975 | Харків, Україна  |
| 27        | Україна   | Владлена Тарасова |           | 27 липня 1996     | Харків, Україна  |
| 31        | Україна   | Олена Липчанська  |           | 1 березня 1983    | Харків, Україна  |
| 44        | Україна   | Вікторія Гайдар   |           | 25 грудня 1983    | Харків, Україна  |
| 69        | Україна   | Олена Сорока      |           | 19 листопада 1978 | Харків, Україна  |

| Нападники | Нападники | Нападники            | Нападники | Нападники       | Нападники        | Нападники |
| #         | Країна    | Гравець              | Кидок     | Дата народження | Місце народження |           |
| --------- | --------- | -------------------- | --------- | --------------- | ---------------- | --------- |
| 3         | Україна   | Камілла Банчукова    |           | 13 вересня 1999 | Харків, Україна  |           |
| 7         | Україна   | Сабіна Донцова       |           | 22 серпня 1989  | Харків, Україна  |           |
| 8         | Україна   | Анна Пересунько      |           | 6 липня 1998    | Харків, Україна  |           |
| 9         | Україна   | Кейт Бобин           |           | 13 квітня 1989  | Канада           |           |
| 10        | Україна   | Вероніка Гунченко    |           | 18 серпня 1993  | Харків, Україна  |           |
| 13        | Україна   | Анна Конюхова        |           | 15 травня 2000  | Харків, Україна  |           |
| 18        | Україна   | Ксенія Гречихіна     |           | 18 серпня 1987  | Харків, Україна  |           |
| 19        | Україна   | Анна Кривинець       |           | 19 грудня 1990  | Харків, Україна  |           |
| 20        | Україна   | Діана Ковтун         |           | 14 травня 1998  | Харків, Україна  |           |
| 22        | Україна   | Олена Вансович       |           | 22 грудня 1972  | Харків, Україна  |           |
| 24        | Україна   | Олександра Шевцова   |           | 24 лютого 1990  | Харків, Україна  |           |
| 30        | Україна   | Тетяна Слащова       |           | 30 грудня 1973  | Харків, Україна  |           |
| 37        | Україна   | Катерина Кривка      |           | 24 серпня 1980  | Харків, Україна  |           |
| 55        | Україна   | Владислава Скащук    |           | 8 березня 1992  | Харків, Україна  |           |
| 72        | Україна   | Інна Вансович        |           | 22 грудня 1972  | Харків, Україна  |           |
| 77        | Україна   | Катерина Середенко К |           | 17 лютого 1990  | Харків, Україна  |           |
| 99        | Україна   | Аліса Мажуга         |           | 14 вересня 1989 | Харків, Україна  |           |

### Керівництво
- Керівник — Катерина Середенко

### Тренерський штаб і персонал
- Тренер — Вадим Радченко